# بلوتشینا
بلوتشینا (به چکی: Blučina) یک منطقهٔ مسکونی در جمهوری چک است که در ناحیه برنو-تسوونتری واقع شده‌است. بلوتشینا ۱۶٫۶۷ کیلومتر مربع مساحت و ۲٬۱۸۹ نفر جمعیت دارد و ۱۸۷ متر بالاتر از سطح دریا واقع شده‌است.